# 7,5 cm FK 18
7,5 cm Feldkanone 18 (7,5 cm FK 18) – niemiecka armata polowa z okresu II wojny światowej. Armata miała zastąpić wcześniejsze działo 7,5 cm FK 16 n.A., które było przekalibrowanym działem 7,7 cm FK 16 wywodzącym się jeszcze z I wojny światowej. Pierwsze armaty 7,5 cm FK 18 weszły do służby w 1938.
Armaty FK 18 była znacznie lżejsze od dział które zastąpiły (choć w niektórych jednostkach 7,5 cm FK 16 n. A. były używane do końca wojny), ale nie wyróżniały się niczym szczególnym, za to, z niewyjaśnionych powodów, wnętrze luf armat tego typu było szczególnie podatne na uszkodzenia i armaty te wymagały wizualnej inspekcji wnętrza lufy po praktycznie każdym strzale. 